# Ibá de Ori

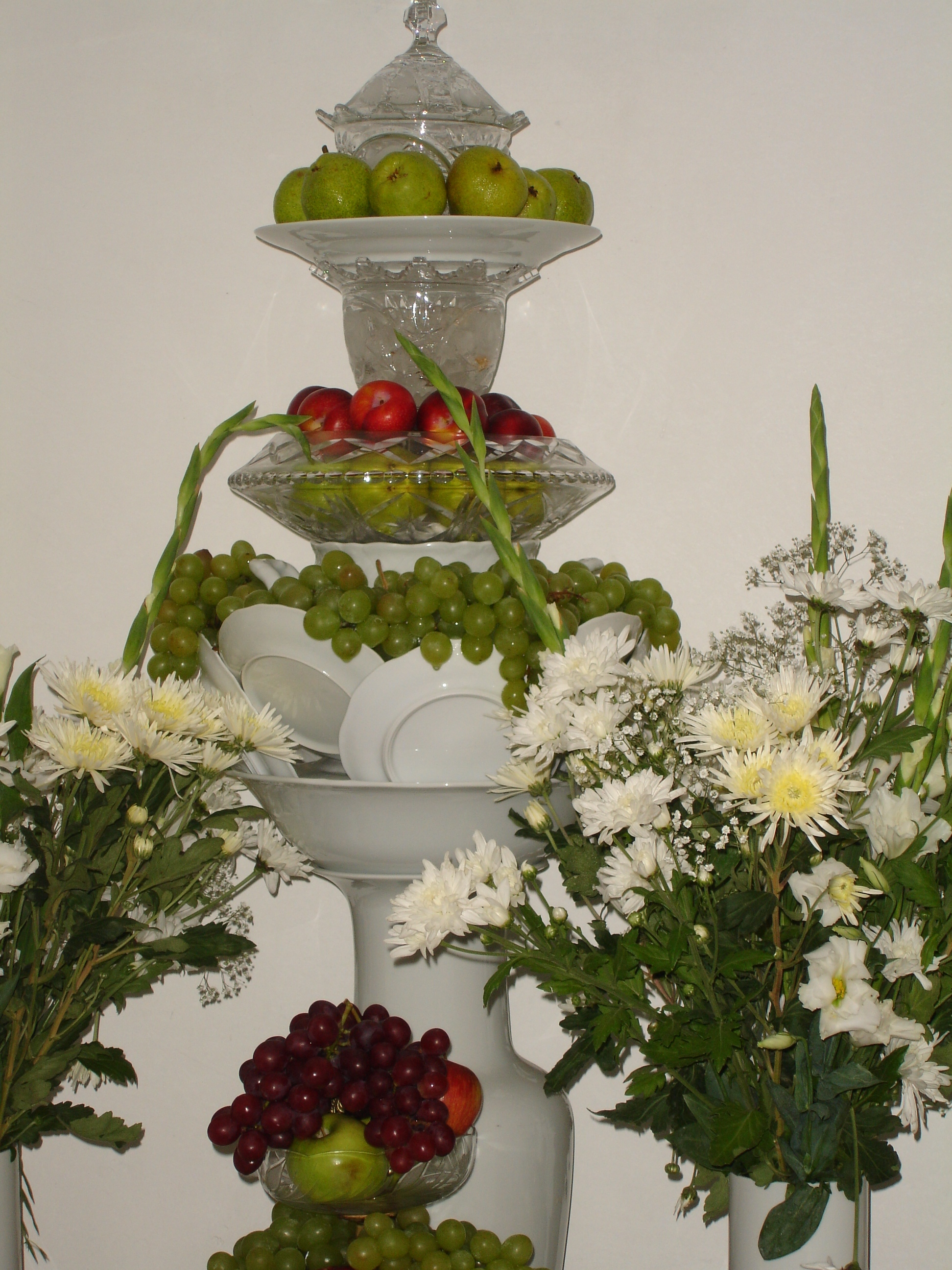
Ibá de Ori no candomblé do Ilê Axé Ijino Ilu Oróssi

Ibá de Ori (em iorubá: Igbá Ori) é o assentamento sagrado da cabeça de um indivíduo na cultura nagô-vodum, identificado no jogo do merindilogum pelos odu ossá.
Cada ibá de Ori é uma representação material e imaterial de um indivíduo, captando constantemente energias oriundas da natureza para equilibrar a mente de seus adeptos e crentes. É considerado o primeiro orixá da existência (a essência real do ser). Deve ser assentado e louvado antes de qualquer outro Orixá depois de Exu no ritual de bori, pois só ori permite a compreensão e o transe.
Os assentamentos de ori são sempre vistos em recipientes de porcelana (variedade de cerâmica dura, branca e translúcida), usado principalmente por iniciantes na feitura de santo e vasos de cristal (vidro muito límpido e puro), usado por  Babalorixás, Ialorixás e pessoas de cargo.
Dentro dos recipientes são colocados apetrechos e fetiches inerentes a cada Ori, geralmente uma pedra de cristal de rocha com limpidez e transparência, e dezesseis búzios, o todo conservado em água de chuva ou mineral. Na preparação de qualquer assentamento de orixá, os rituais da sasanha, folha sagrada e água sagrada são imprescindíveis.
Nota: Todos assentamentos (ibá orixá), devem ser preparados e sacralizados em rituais próprios por babalorixás ou ialorixás.
- Adendo: Esta descrição e relato acima, não é uma regra religiosa geral e nem tampouco um rito generalizado de bori (Barretti Fº, 1984.)[2] dos candomblés, principalmente os da nação Queto, uma das afrodescendentes dos iorubás no Brasil. (Barretti Fº, 2012.) [3] Com certeza é um relato da casa de candomblé de Ilê Axé Ijino Ilu Oróssi (conferir: foto e ficheiro.), e possivelmente, de sua família-de-santo, ascendente ou descendentes.

## Ibá de Ori tradicional dos iorubás
Falando sobre Ilê Ori (a casa da cabeça) e do Ibori (a cabeça interior), Samuel Johnson (1921) no livro "The History the Yoruba" escreve:
"O ori (a cabeça) é o deus universal cultuado pelos sexos como o deus do destino. Acredita-se que a boa sorte ou infortúnio de alguém ocorre pela determinação deste deus, por isso ele é propiciado para que a boa sorte possa ser compartilhada com seu devoto.
A imagem representativa é 41 búzios amarrados juntos em forma de coroa. Ele é guardado dentro de um cofre feito do mesmo material chamado Ilê Ori (casa de Ori), que pode ser do tamanho que seu proprietário deseja, ou pode construir."

## No Batuque
O Batuque do Rio Grande do Sul utiliza uma peça de louça com tampa, geralmente uma manteigueira, na qual guardam-se os búzios, folhas e outros elementos utilizados no bori (rito propiciatório da cabeça). Tal qual o Ibá de Ori tradicional dos iorubás, também não utiliza ota.